# Der zehnte Sommer
Der zehnte Sommer (Internationaler Titel: The Tenth Summer) ist ein deutscher Kinderfilm aus dem Jahr 2003. Die Literaturverfilmung des Regisseurs Jörg Grünler, nach dem Kinderroman Der zehnte Sommer des Kalli Spielplatz von Dieter Bongartz, hatte ihre Uraufführung beim Kinderfilmfest der Berlinale im Februar 2003.

## Handlung

### Thematik
Der 9-jährige Kalli erlebt Anfang der 1960er-Jahre die Sommerferien in einer stark katholisch geprägten Arbeitersiedlung am linken Niederrhein. Für die Bewohner wird diese überschaubare Welt nur durch die Anwesenheit der ohne Ehemann lebenden Frau Hilfers und ihren zwei großen Töchtern gestört, die misstrauisch von allen Nachbarn betrachtet werden. Doch genau diese drei „Damen“ helfen Kalli, einen ihm geschenkten Affen zu verstecken, sodass er zusammen mit seinen Freunden einen ganzen Sommer lang damit spielen kann.

### Einleitung
1960, im kleinen Provinzstädtchen Dülken am linken Niederrhein: Der 9-jährige Kalli feiert seinen Geburtstag und die Sommerferien stehen bevor. Kalli lebt zusammen mit seiner älteren Schwester Ilona, seinem Vater Karl Spielplatz und seiner Mutter Elvira Spielplatz im Arbeiterviertel Külleskap. Sein Vater ist im Krieg angeschossen worden, kann seitdem seinen linken Arm nicht mehr richtig bewegen und hinkt obendrein. Seinen alten Beruf Dachdecker kann er nicht mehr ausüben und nun arbeitet er als Versicherungsvertreter.

### Hauptteil
Am Samstagnachmittag, vor dem üblichen Wannenbad, geht Kalli zur Beichte. Dabei bekennt er sich aller Dinge schuldig, von denen er gelernt hat, dass es Sünden sein sollen. Schließlich fällt ihm aber noch etwas ein, was er ebenfalls getan hatte. Aus Spaß hatte er Steine gegen die Rollläden einiger Häuser geworfen. Unter anderem auch beim Pastor. Als Kalli später wieder einmal nach Hause kommt, hat der Priester dies – trotz Beichtgeheimnis – brühwarm seiner Mutter erzählt, woraufhin die ihrem Jungen den Hintern versohlt.
Am nächsten Tag möchte Kalli zusammen mit seinen Freunden Polli und Walter einen Zoo gründen. Doch außer einigen Insekten in einem Einmachglas hat dieser „Zoo“ am Ende nichts vorzuweisen. Aber Polli hat eine Idee. Sein Vater hat daheim einen Affen und einen Goldfasan. Schließlich bekommt Kalli die Grüne Meerkatze von Pollis Vater geschenkt, den Fasan rückt der aber nicht heraus. Nun haben die drei Jungen zwar eine echte Attraktion für ihren Zoo, doch gleichzeitig auch ein Problem. Sie müssen den kleinen „Kappu“ im Keller vor den Erwachsenen verstecken. Besonders eine neugierige Nachbarin beobachtet ständig, was in der Straße alles geschieht. Und so entgeht ihr auch nicht, dass der ihr stets dubiose Kalli irgendetwas im Schilde führt.
Als „Kappu“ nun beinahe von Kallis Mutter und dieser Nachbarin im Keller entdeckt wird, hilft den Jungen Franzi, das Töchterlein der Nachbarin. Daraufhin wird Franzi in die Jungenbande aufgenommen; zudem war Kalli ohnehin schon etwas länger ein bisschen in Franzi verknallt. Doch wo sollen sie nun den Affen unterbringen? Schließlich finden sie aber auch dafür eine Lösung. Frau Hilfers nimmt „Kappu“ in Pflege. Frau Hilfers lebt ohne Partner zusammen mit ihren zwei großen Töchtern in Kallis Nachbarschaft. Die drei immer tipptopp aufgemachten fidelen Weibsbilder sind den Leuten in der streng katholischen Siedlung sehr suspekt, weil des Nachts wildfremde Männer in deren Wohnung ein und aus gehen. Auch Kalli und seine Freunde hatten sich von dem allgemeinen Misstrauen anstecken lassen, doch nachdem die drei Frauen ihnen geholfen haben, gewinnen sie immer mehr Vertrauen zu ihnen.
Nun steht Kallis glücklichem zehnten Sommer zunächst nichts mehr im Wege. Die Kinder verbringen in den nächsten Wochen tagsüber schöne Stunden mit dem Affen und abends bringen sie ihn zu Frau Hilfers. Doch die Familie Spielplatz trifft bald eine schlimme Nachricht. Karl Spielplatz hatte einen Versicherungsfall eines Bekannten abgewickelt, ohne die genauen Umstände des angeblichen Schadensfalles (Brandschaden an einem Perserteppich) zu prüfen. Die Versicherungsgesellschaft ist hinter den verübten Betrug gekommen und verlangt nun von Karl Spielplatz 3000 DM für die ungerechtfertigt ausgezahlte Summe zurück, ansonsten Spielplatz seinen Arbeitsplatz verlieren würde.
Da die Familie kaum Geld hat, wendet sich Kallis Vater an Frau Hilfers, die ihm das Geld leiht. Dabei wird allerdings von Kalli beobachtet, wie er aus der Wohnung von Frau Hilfers kommt und diese eng umschlungen in den Armen hält. Kalli ist verzweifelt, weil er denkt, dass sein Vater die eigene Familie verlassen könnte. Schließlich kommt auch der Mutter ein Verdacht und sie stellt die suspekte Frau Hilfers zur Rede. Dabei kann schließlich aber das Missverständnis geklärt und „die Hilfers“ in ein etwas besseres Licht gerückt werden.

### Schluss
Doch schon naht das nächste Unheil. „Kappu“ ist nach einem schweren Gewitter, in das die Kinder zusammen mit ihm geraten waren, an der Lunge erkrankt. Zwar kann der Tierarzt den Affen retten, doch macht er ihnen klar, dass so ein exotisches Tier ein wärmeres Klima braucht, das er in diesen Breiten nur in einem Zoo oder Tierpark finden könnte.
So geben Kalli und seine Freunde mit „Kappu“ eine einmalige Zirkusvorstellung vor der gesamten Külleskap-Nachbarschaft. Danach übergibt Kalli den Affen schweren Herzens an einen Mönchengladbacher Zoo. Und auch „Frau Hilfers und ihre Töchter“ verschwinden nach diesem Sommer für immer aus Kallis Leben, da sie aus der Siedlung wegziehen.

## Analyse

### Aufbau
Die Handlung wird von einem Off-Erzähler erläutert, zumeist wenn ein Wechsel im Leben des Hauptdarstellers Kalli Spielplatz stattfindet. Das Geschehen wird größtenteils aus seiner Sicht geschildert, wobei sich an einigen Stellen die Realität im Film mit den Tagtraumfantasien von „König Kalli“ mischen.
Neben den Traumsequenzen vermittelt der Film ein realitätsnahes Bild der Lebensverhältnisse in einer kleinen, streng katholisch geprägten Arbeitersiedlung zu Anfang der 1960er-Jahre, in der bereits Kallis Mutter, die evangelisch ist, als eine Art Fremdkörper von einigen Leuten angesehen wird. Zitat der Nachbarin: „Sie sind evangelisch, Frau Spielplatz, und nehmen das alles nicht ernst genug!“

### Personen
Doch der eigentliche Störfaktor in der überschaubaren, abgeschlossenen Welt der 1960er sind Frau Hilfers und ihre Töchter. Kalli hat das Misstrauen der Erwachsenen gegenüber den drei „Damen“ übernommen und sieht sie in seiner Fantasie sogar als Hexen an. Nachdem er die drei dann aber näher kennengelernt hat, werden sie zu seinen drei weisen Elfen. Dass zumindest die Mutter der Prostitution nachgeht, wird im Film von den Erwachsenen zwar gemutmaßt und durch kurze Szenen oder Zitate auch angedeutet, allerdings nicht definitiv geklärt.
Kalli ist ein 9-jähriger Junge, der sich in der Welt der Erwachsenen zurechtfinden muss. Er lernt auch, mit der damals noch völlig üblichen Prügelstrafe seinen eigenen Weg zu gehen. Denn er erkennt, dass sich auch die Erwachsenen nicht immer richtig verhalten. Sei es der Pastor, der sich nicht an das Beichtgeheimnis hält, oder sein Vater, der ein Geheimnis für sich behalten will und seiner Frau nicht ehrlich erklärt, woher er sich das Geld geliehen hat.

## Randnotizen
- Der in Dülken geborene und aufgewachsene Roman- und Drehbuchautor Dieter Bongartz ist selbst ganz am Ende des Films in der Rolle des Zoowagen-Fahrers aus Mönchengladbach zu sehen.
- Der Film wurde im Sommer 2002 gedreht. Die Uraufführung des Films fand am 9. Februar 2003 im Rahmen des Kinderfilmfestivals der Berlinale statt (Eröffnungsfilm). Der deutsche Kinostart war am 4. September 2003, später wurden ca. 17.000 Zuschauer vermeldet.
- Die DVD Der zehnte Sommer erschien am 1. Juni 2006 und die deutsche Fernsehpremiere folgte nur wenige Tage später, am 5. Juni 2006 (Pfingstmontag) zur Mittagszeit im ZDF.

## Kritiken
„Die Geschichte des Jungen Kalli, der sich in der Welt der Erwachsenen zurechtfinden muss, beruht auf einem Jugendroman des bekannten Kölner Autoren Dieter Bongartz. Regisseur Jörg Grünler (‚Krücke‘) setzte sie behutsam, anrührend und mit viel Liebe zum Detail um.“

  www.tvtv.de 
„Mit leichter Hand greift Grünler ernste Themen wie Intoleranz auf, ohne mit erhobenem Zeigefinger zu nerven. Ein zeitloser wie rührender Film über das Abenteuer Erwachsenwerden – nicht nur für Kids.“

  TVSpielfilm 
„Die Kindertragikomödie nach Dieter Bongartz ist Kinderkino vom Feinsten: sensibel gespielt, liebevoll ausgestattet und auch für Erwachsene sehenswert.“

  TV TODAY 
„Ähnlich wie in seinem Kinodebüt ‚Krücke‘ schlägt der TV-Regisseur Jörg Grünler auch in ‚Der zehnte Sommer‘ Funken aus der Diskrepanz zwischen Erwachsenen-Fakten und Kinderwahrnehmung.“

  filmportal.de 
„Einfühlsam und mit Liebe zum Detail zeichnet Regisseur Jörg Grünler diese Familiengeschichte.“

  Rhein-Zeitung online 

## Auszeichnungen
Beim International Family Film Festival in Valencia, Kalifornien, USA, erhielt Jörg Grünler eine Auszeichnung. Zudem wurde der Film beim Oulu International Children's Film Festival in Finnland nominiert.